# Parque de los Niños

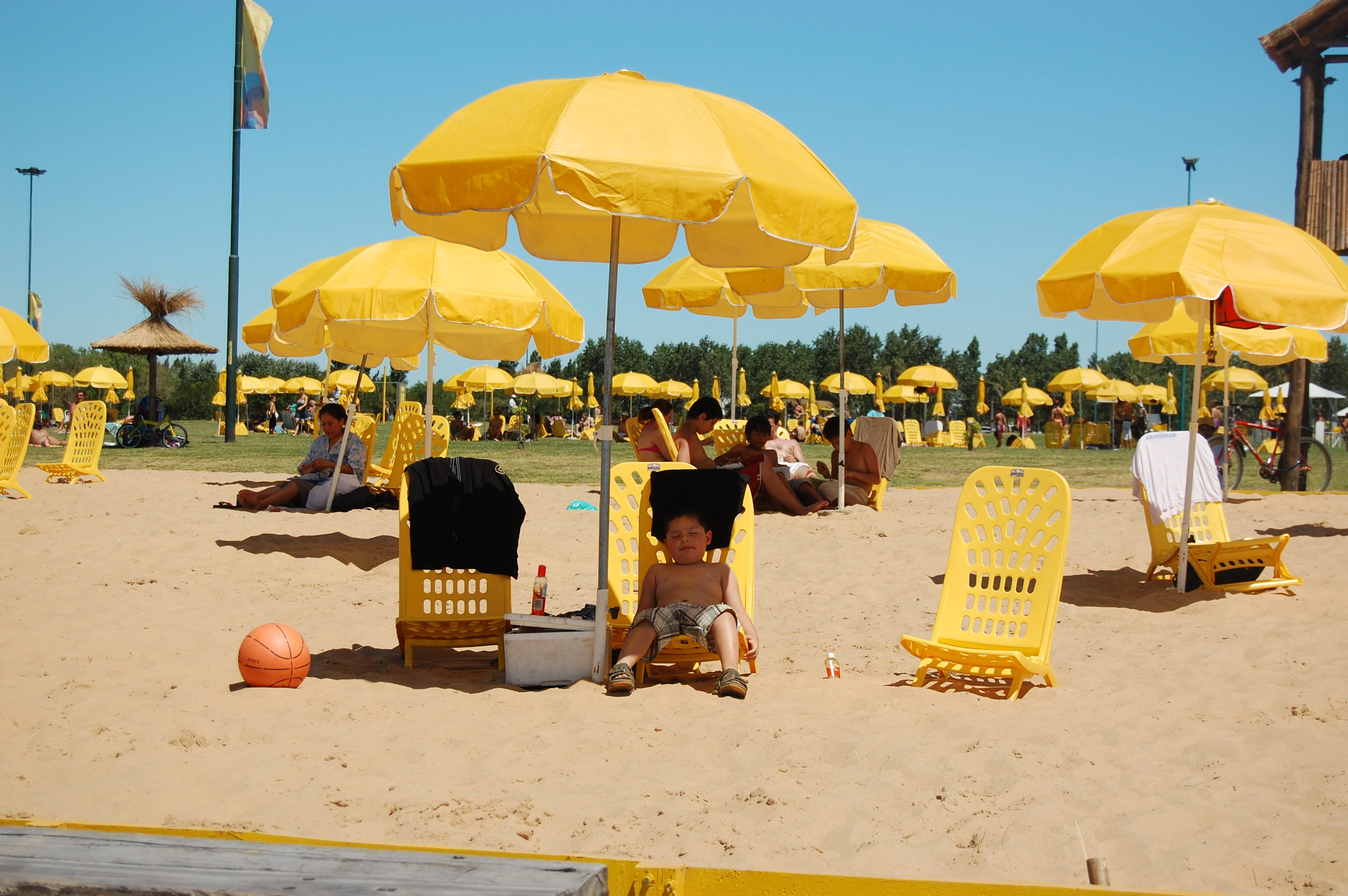
Imagen del sector llamado Playa Norte del Parque de los Niños.

El Parque de los Niños es un parque público situado en el barrio de Núñez en la Ciudad Autónoma de Buenos Aires, Argentina. Fue inaugurado el 6 de octubre de 1999.
El parque posee 32 ha. se encuentra ubicado en la ribera del Río de la Plata, por lo que presenta notables vistas a este curso fluvial. Tiene sectores de césped y areneros con reposeras y sombrillas para descansar del fuerte sol del verano, y otras zonas arboladas con senderos y bicisendas para pasear. Para mayor entretenimiento del público, las instalaciones incluyen canchas de tejo, de fútbol playa, de vóley, y se dictan eventualmente clases de gimnasia y de baile.
El parque tiene como característica principal el estar rodeado por el río por un lado y por una zona verde muy arbolada por el otro. Posee internamente varias bicisendas y amplias zonas de césped sin mayor cantidad de infraestructura, la cual se encuentra agrupada en ciertos sectores del parque como es la zona de estacionamiento a la entrada del mismo.
En el año 2004 el Gobierno de la Ciudad de Buenos Aires instaló un puente peatonal sobre el arroyo Raggio en el extremo oeste del predio, que comunica a la Ciudad Autónoma de Buenos Aires con el partido de Vicente López en la provincia de Buenos Aires.
La costa de este parque es llamada Playa Norte ya que posee un solárium con areneros y sombrillas, si bien desde mediados de la década del 1970 está interdicto el bañarse o nadar en las costas porteñas del Río de la Plata a causa de la contaminación de los efluvios cloacales e industriales.

## Infraestructura
El parque cuenta con amplia infraestructura.
- Estacionamiento gratuito
- Reposeras
- Duchas
- Inflables para niños
- Bebederos
- Bicisendas
- Areneros
- Carpas de enfermería
- Informes
- Zona de lectura
- Espectáculos
- Área de servicios
- Canchas de tejo
- Canchas de fútbol playa
- Canchas de vóley playa
- Clases de gimnasia aeróbica
- Clases de baile
- Acceso peatonal: Sólo desde Vicente López y con horario restringido hasta las 18 h.

## Fauna
El parque posee una gran variedad de especies de aves autóctonas como son entre otros el tero común, la calandria el benteveo, el tordo renegrido, el zorzal colorado, el chingolo.

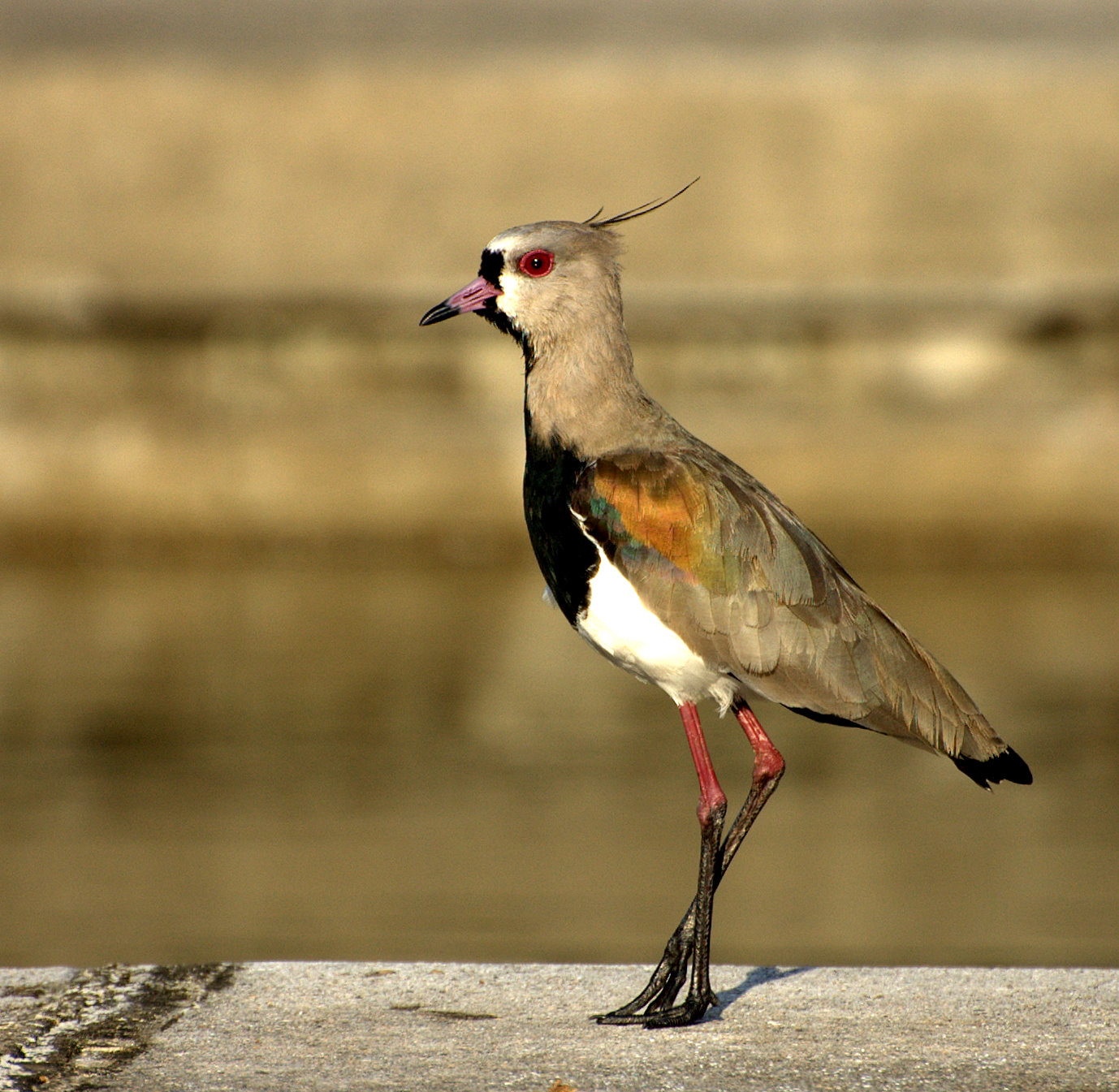
Tero común.
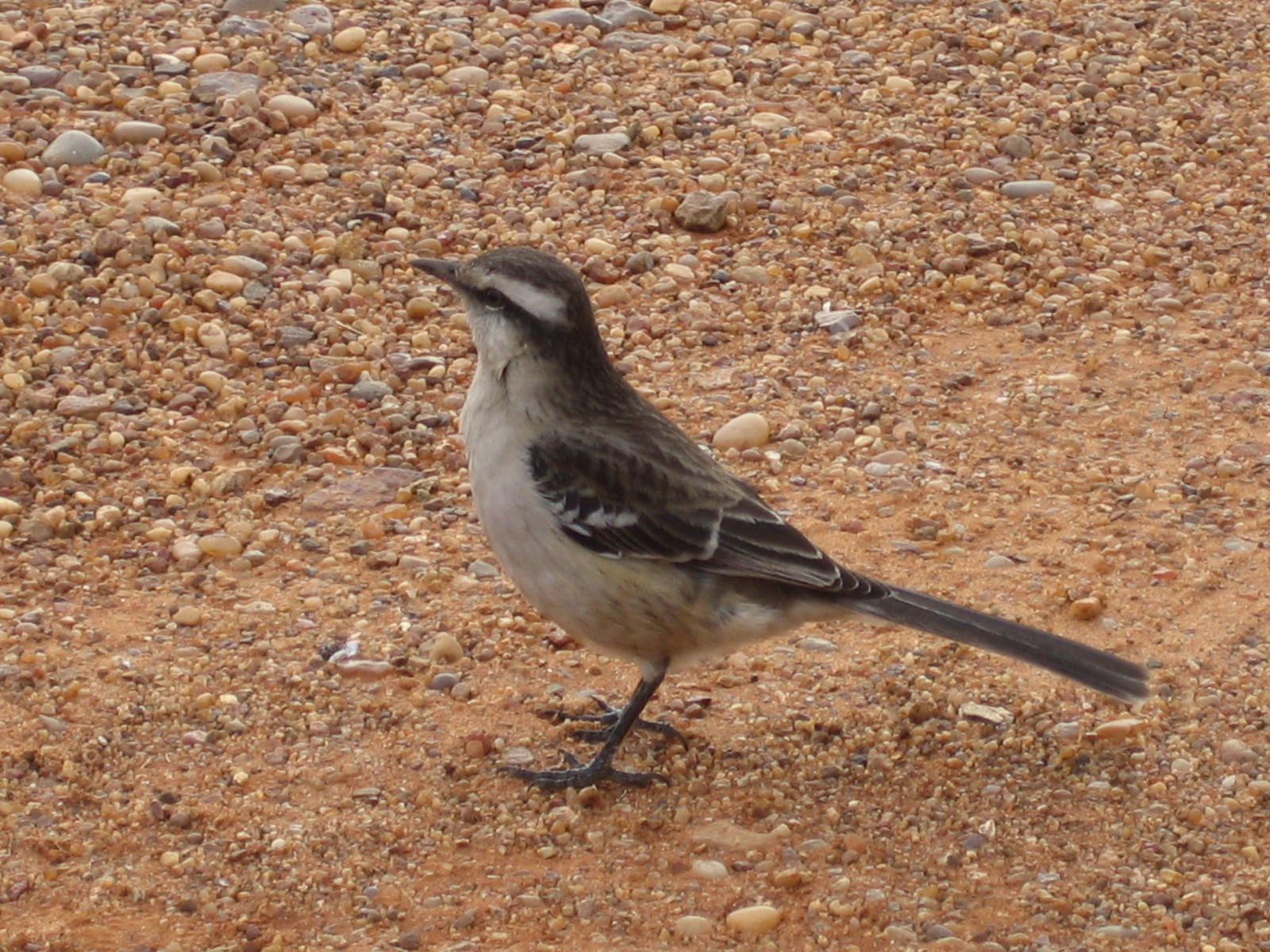
Calandria.
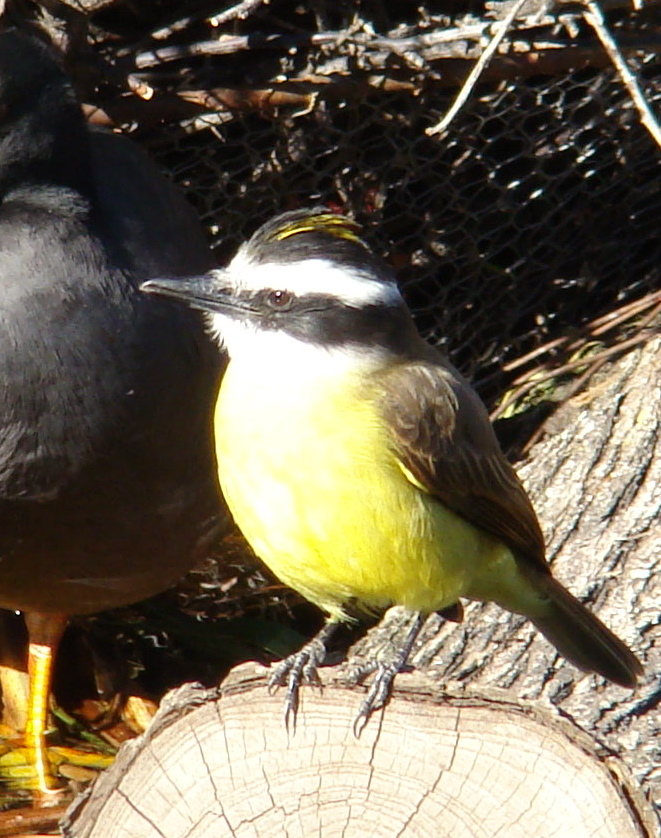
Benteveo.
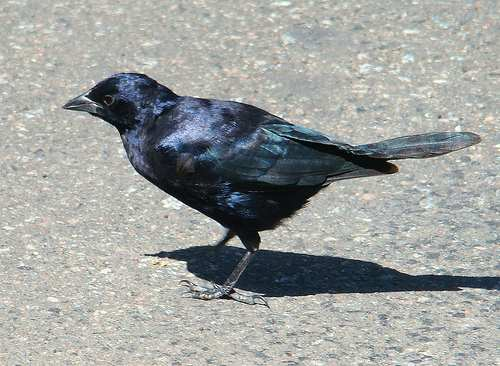
Tordo renegrido.
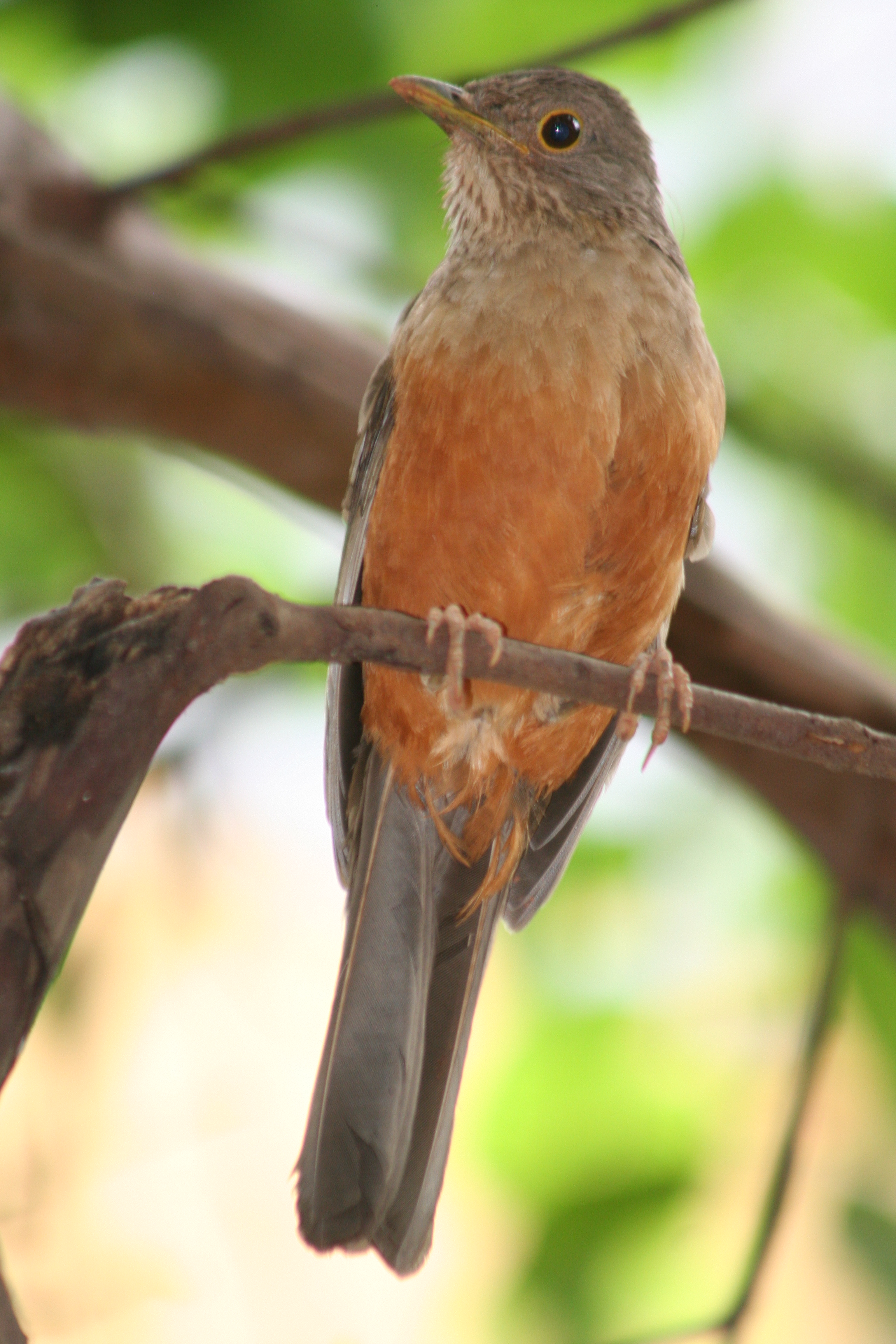
Zorzal colorado.
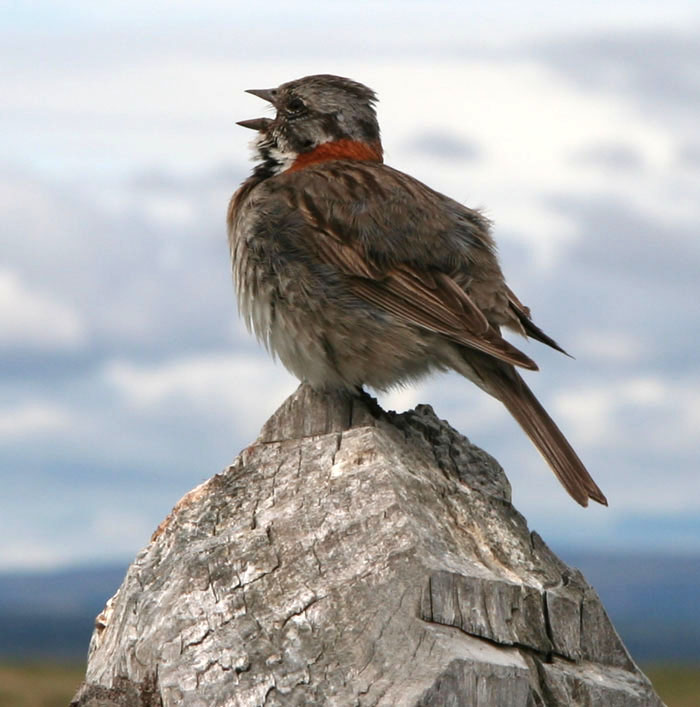
Chingolo.